# ニトロ化合物

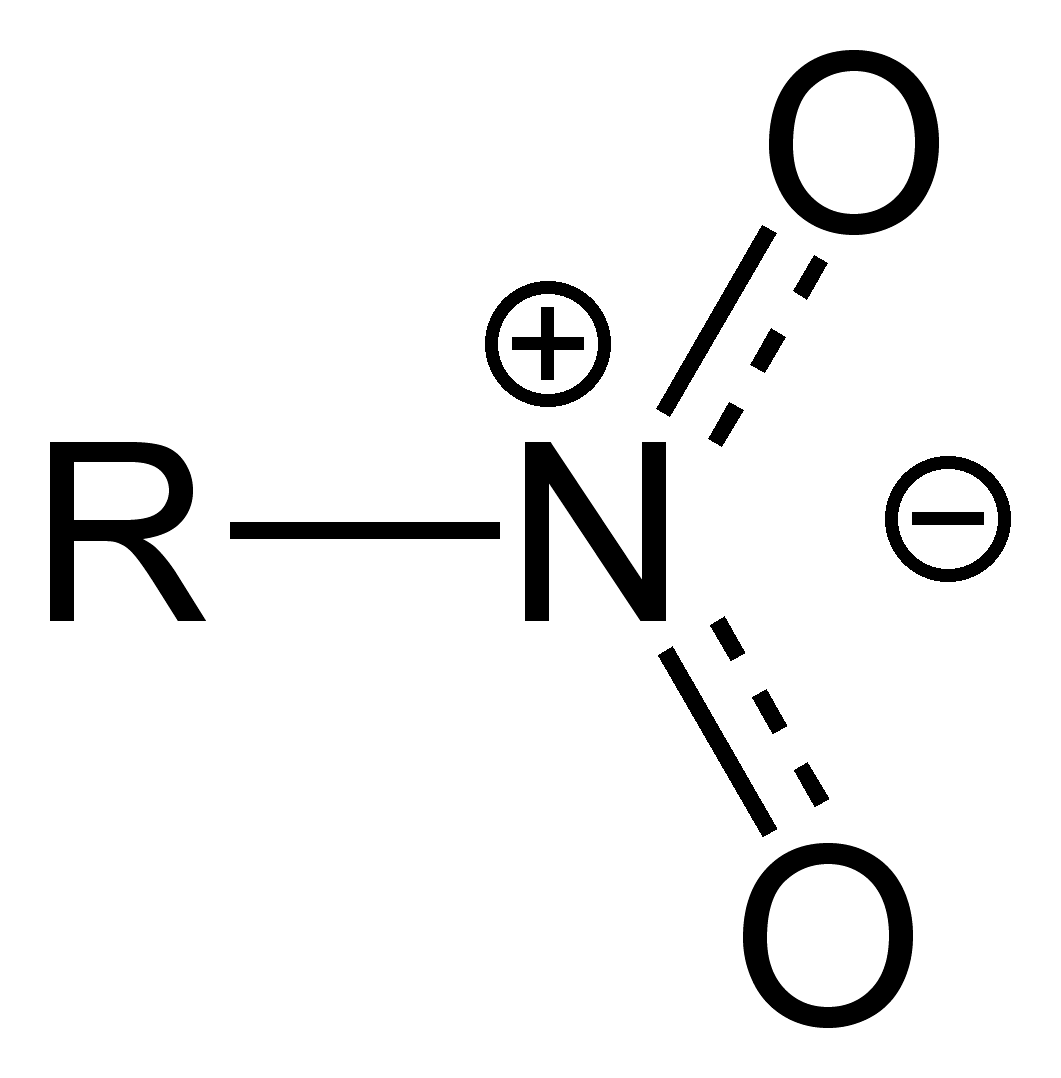
ニトロ基の一般式

ニトロ化合物（ニトロかごうぶつ）とは R−NO2 構造を有する有機化合物である。特性基となっている1価の置換基 -NO2 は ニトロ基 と呼ばれる。単にニトロ化合物という場合は、Rが炭素置換基であるものをさす。広義には硝酸エステル (R'-ONO2) も含める場合がある（この場合の -ONO2 はニトロ基とは呼ばれない）。Rが窒素置換基の場合はニトラミンと呼ばれる (R'R''N-NO2)。
また、ニトロ基 -NO2 を化合物に導入することをニトロ化と呼ぶ。生体内においても、一酸化窒素から生じる活性窒素種がタンパク質、脂質、核酸をニトロ化する事が知られている。その結果、ニトロ化された生体物質の機能が傷害されたり変化したりする。

## 命名法
IUPAC命名法では置換命名法を用いる。すなわち、母体となる化合物に接頭辞「ニトロ」を付けて命名する。例えばベンゼンにニトロ基が置換した PhNO2 はニトロベンゼンとなる（Ph はフェニル基を表す）。

## 性質
多数のニトロ基あるいは硝酸エステルを持つニトロ化合物は爆発性を持つ場合がある。ニトロ基を持つものとしてはトリニトロトルエン (TNT)、ピクリン酸、硝酸エステルは、ニトログリセリンなどが例として挙げられる。

ニトロ基の共鳴限界式

ニトロ基上の窒素原子は正電荷を帯び、酸素原子は負電荷を帯びている。この負電荷は図に示した共鳴限界式で表されるように2つの酸素原子上に均等に分布している。
ニトロ基は誘起効果、共鳴効果の両面で強い電子求引性を持つ。ニトロメタンはメタンにニトロ基が置換した化合物だが、水素原子の酸性度はメタンと比べ格段に高く、その pKa は 10.2 である。

## 合成法
ニトロ基を芳香環に導入するためには、硫酸酸性条件下で硝酸を作用させ求電子置換反応を起こす。硫酸と硝酸の混合物を混酸と呼ぶ。硫酸は硝酸より強い酸であり、硝酸をプロトン化し脱水することによりニトロニウムイオン (NO+
2) を生じさせ、これがニトロ化の活性種となる（下式）。ヒドロキシ基やアミノ基などの強い電子供与基を置換基として持つ芳香環は電子密度が高まっており、濃硝酸条件でニトロ化される。
一方、脂肪族ニトロ化合物は相当する一級アミンを酸化して合成する。オキシムの酸化によっても得られる。

## 反応

### 脂肪族ニトロ化合物
- 鉄触媒の存在下、塩酸との反応によりアミンに還元される。
- 加水分解によりアルデヒドまたはケトンを与える（ネフ反応）。
- 塩基の存在化、カルボニル化合物とヘンリー反応（ニトロアルドール反応）を起こす。

### 芳香族ニトロ化合物
- 白金触媒存在下に接触水素化を行うとアニリン誘導体が得られる。パラジウムやニッケル触媒なども用いられる。水素源は水素ガスのほか、ギ酸アンモニウムを用いてもよい。ほか、塩酸酸性中で鉄や亜鉛、スズなどの金属粉末やスズ(II) 塩を使ったり、亜ジチオン酸ナトリウムを還元剤とする方法も知られる。

- ニトロ基を持つ化合物は芳香族求核置換反応を起こしやすい。また、親電子置換反応では不活性化基として作用する（配向性も参照）。基質によってはニトロ基自身も脱離基となり得る。

ほか、Reissert インドール合成、von Richter 転位は、芳香族ニトロ化合物を基質とする人名反応として知られる。